# Xarrë
Xarrë là một xã trong quận Sarandë thuộc hạt Vlorë, Albania. Dân số năm 2005 là 2246 người.